# Bukit Batee
Bukit Batee är en kulle i Indonesien.   Den ligger i provinsen Aceh, i den västra delen av landet, 1 600 km nordväst om huvudstaden Jakarta. Toppen på Bukit Batee är 169 meter över havet, eller 73 meter över den omgivande terrängen. Bredden vid basen är 2,6 km.
Terrängen runt Bukit Batee är huvudsakligen platt.Runt Bukit Batee är det ganska glesbefolkat, med 47 invånare per kvadratkilometer. I omgivningarna runt Bukit Batee växer i huvudsak städsegrön lövskog.